# Нова Черна
Но́ва Че́рна (болг. Нова Черна) — село в Силістринській області Болгарії. Входить до складу общини Тутракан.

## Населення
За даними перепису населення 2011 року у селі проживали 1574 особи.
Національний склад населення села:
| Національність   | Кількість осіб | Відсоток |
| ---------------- | -------------- | -------- |
| болгари          | 654            | 43,3%    |
| цигани           | 481            | 31,8%    |
| турки            | 363            | 24,0%    |
| Всього відповіли | 1511           |          |

Розподіл населення за віком у 2011 році:
Динаміка населення: